# Metribuzin
A metribuzin (4-amino-6-terc-butil-3-metilszulfanil-1,2,4-triazin-5-on) az 1,2,4-triazinok csoportjába tartozó gyomirtó szer. Fehér színű, kristályos anyag. Felhasználják növények elő- és utókezelésére, beleértve a szójabab, burgonya, paradicsom és cukornád növényi kultúrákat is. Hatását a II. fotokémiai rendszer gátlása révén fejti ki. Széles körben felhasználják a mezőgazdaságban, azonban kiderült vele kapcsolatban, hogy szennyezi a felszín alatti vízbázist.

## Fordítás
Ez a szócikk részben vagy egészben  a   Metribuzin című angol Wikipédia-szócikk ezen változatának fordításán alapul.  Az eredeti cikk szerkesztőit annak laptörténete sorolja fel. Ez a jelzés csupán a megfogalmazás eredetét és a szerzői jogokat jelzi, nem szolgál a cikkben szereplő információk forrásmegjelöléseként.